# 核桃山 (伊利諾伊州)
核桃山（英語：Walnut Hill）是位於美國伊利諾伊州馬里昂縣的一個村落。

## 地理
核桃山的座標為38°28′39″N 89°02′44″W / 38.47750°N 89.04556°W，而該地最高點為海拔高度173米（即568英尺）。

## 人口
根據2010年美國人口普查的數據，核桃山的面積為0.96平方千米，當中陸地面積為0.96平方千米，而水域面積為0.00平方千米。當地共有人口108人，而人口密度為每平方千米112人。